# Дом независимости (Асунсьон)
Дом независимости (исп. Museo Casa de la Independencia) — наименования дома-музея, находящегося в городе Асунсьон, Парагвай. В этом доме 14 мая 1811 года была провозглашена Декларация о независимости Парагвая. Расположен на углу улиц Президента Франко и 14 мая. Имеет статус национального памятника.

## История
Дом, в котором в настоящее время находится музей, был построен в 1772 году испанским колонистом Антонио Мартинесом Саенсом. Каркас дома с крышей из соломы был укреплён пальмовыми стволами. Стены дома были из необожжённого кирпича. Антонио Мартинес Саенс был женат на парагвайке Мартинес Саенс-Кабальеро де Басан. У них в браке родилось двое мальчиков Педро Пабло и Себастьян Антонио, которые наследовали дом после смерти отца. Братья Мартинес-Саенс предоставляли свой дом для жилья капитану Педро Хуану Кабальеро, который останавливался у них во время посещения Асенсьона. В доме также проживал Хуан Мартинес де Лара, бывший родственником парагвайского общественного деятеля Висенте Игнасио Итурбе. Недалеко от дом братьев Мартинес-Саенс на Старой аллее в материнском доме проживал капитан Хуан Баутиста Риварола Матто. Фульхенсио Йегрос и лейтенант Мариано Рекальде были друзьями братьев Мартинес-Саенс и также часто посещали их дом, который стал местом тайных заговорных встреч вышеперечисленных лиц. В ночь на 14 мая 1811 года группа во главе Педро Хуана Кабальеро в этом доме Декларацию о независимости Парагвая и совершили государственный переворот, свергнув испанского губернатора Веласко.
Современный музей был торжественно открыт 14 мая 1965 года. В 2003 году министр культуры и образования издал указ, согласно которому музей получил наименование «Дом независимости».

## Описание
Музей состоит из нескольких комнат: кабинет, столовая, гостиная, спальни и молитвенной комнаты (ораторий). Музей имеет собственный закрытый двор.
Кабинет
В кабинете демонстрируются различные документы XIX века, касающиеся независимости Парагвая. Здесь находятся канцелярское бюро, принадлежавшее Фернандо де ла Мора и пять картин, описывающих ключевые события революции 14 мая 1881 года.
Столовая
Мебель и предметы этой комнаты воссоздают колониальный стиль начала XIX века. В этой комнате демонстрируются меч Фульхенсио Йегроса и портрет парагвайского политика Хосе Гаспара Родригеса де Франсии.
Гостиная
В гостиной находится мебель 1830 года, выставленная вокруг хрустальной люстры и мангал из бронзы и драгоценного дерева. На стене висят портреты Петро Хуана Кабальеро и Фульгенсио Йегроса.
Спальня
В спальне находится кровать, принадлежавшая Фернанда де ла Мора.
Ораторий
В этой комнате выставлены различные религиозные предметы, принадлежавшие иезуитам и францисканцам и картина с портретом священника Франсиско Ксавьера Богарина.
Двор
На стене дома, выходящего во двор, находится фреска с изображением различных пунктов Декларации независимости от 20 июля 1811 года. Ниже этих пунктов изображён первый герб Парагвая, который был принят во время правления Хосе Франсии. У подножия этой фрески находятся солнечные часы из иезуитской редукции Санта-Роса. На территории двора находится захоронение Хуана Баутисты Риварола Матто.
Аллея
Из дома можно выйти на небольшой проулок, который представляет собой историческое место. По этой небольшой улице революционеры шли к испанскому губернатору, чтобы предъявить ему ультиматум. На эту же улицу Хуан Мария де Лара вышел из дома 15 мая по пути к собору Асунсьона, чтобы просить священника Моласа о колокольном звоне в честь провозглашения независимости Парагвая.

## Галерея

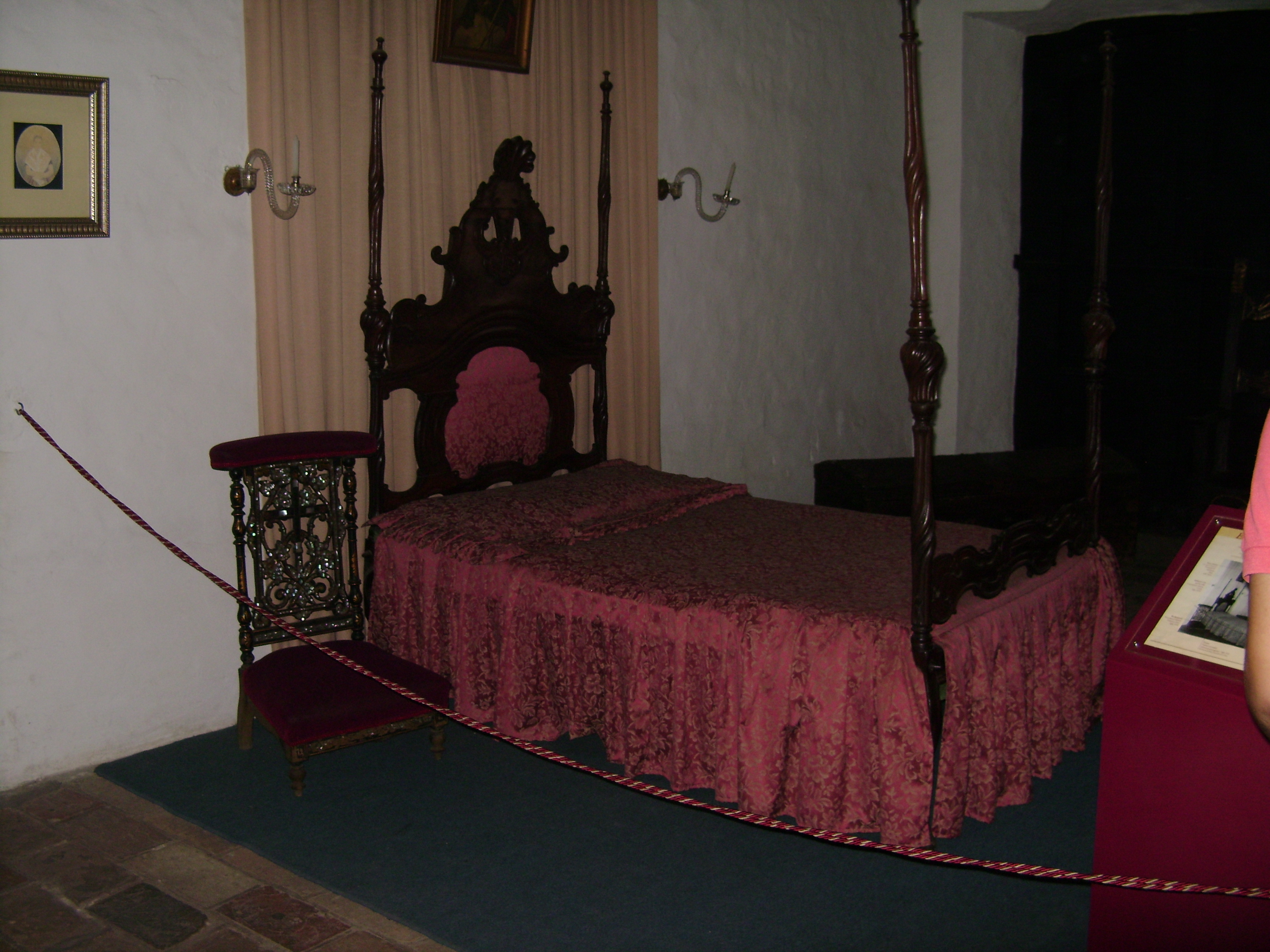
Спальня
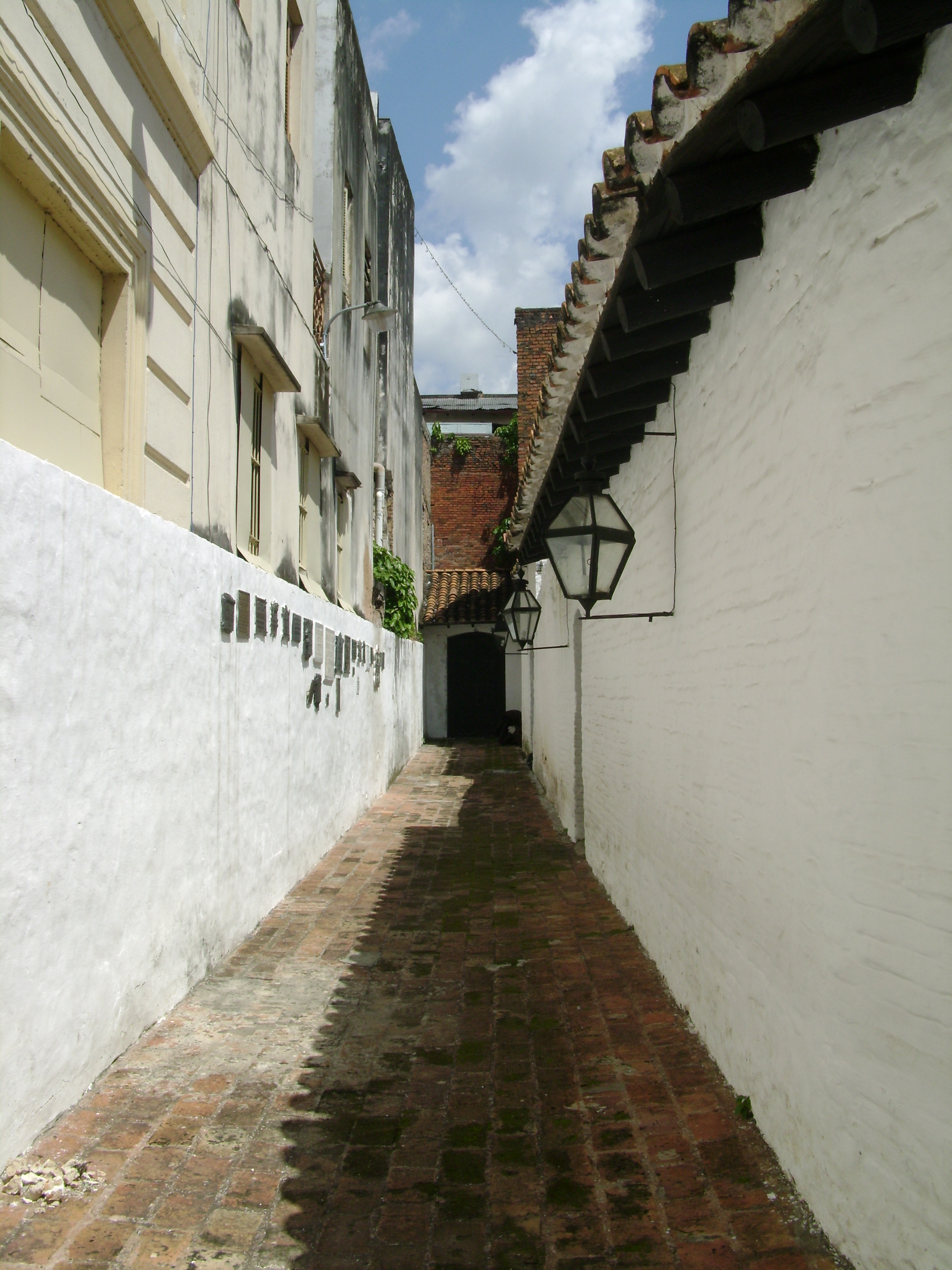
Аллея
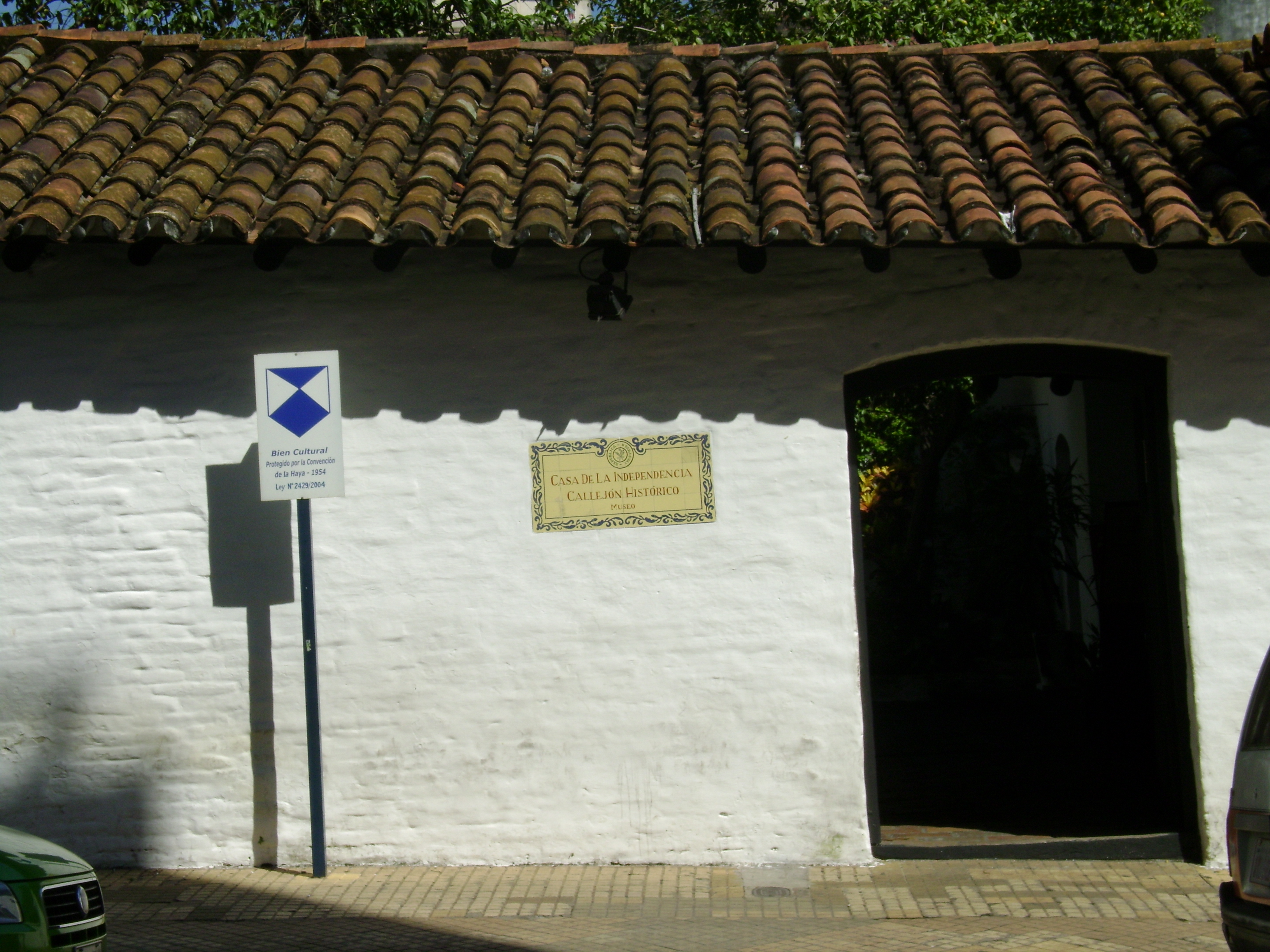
Вход во двор